# 市政府站 (臺北市)
25°02′27″N 121°34′01″E / 25.04083°N 121.56694°E
市政府站位於臺灣臺北市信義區興雅，為臺北捷運板南線（南港線）的捷運車站。其與台北101/世貿站同為信義計畫區重要的聯外捷運站。本站也是台北捷運運量前十名的車站中唯一無法轉乘其它捷運路線的站點。

## 車站概要
車站位於忠孝東路五段興雅里，車站編號為BL18。由於位於基隆路口與松仁路口間，於工程時曾暫名「基隆」，後以站址南邊的臺北市政府命名。當地傳統地名為「興雅」。
本站設有公共藝術作品《成長》。

## 車站構造
地下二層車站，一個島式月，四個出入口。本站每逢假日、上下班尖峰時刻或舉辦如跨年等大型活動時，車站內通常人潮洶湧，嚴重甚至會有擁擠的情形，為了加強乘客的安全及防止人員入侵軌道的情形發生，臺北捷運公司乃決定於2010年在本站與同為跨年期間人潮主要進出站的國父紀念館站和圓山站加設半高式月台門。

### 車站樓層
| 地面      | 出入口             | 出入口                                           |
| 地下 一樓 | 大廳層             | 車站大廳、詢問處、自動售票機、驗票閘門           |
| 地下 一樓 | 大廳層             | 洗手間（車站西側付費區外，近出口1、2）           |
| 地下 一樓 | 地下通道           | 往統一時代百貨地下二樓、市府連通道（近出口2）    |
| 地下 一樓 | 地下通道           | 微風信義地下一樓（近出口3）                      |
| 地下 二樓 | 一月台             | ← 板南線往南港展覽館方向（BL19 永春站）          |
| 地下 二樓 | 島式月台，左側開門 |                                                  |
| 地下 二樓 | 二月台             | 板南線往頂埔／亞東醫院方向（BL17 國父紀念館站）→ |

### 車站出口
出口1、2位於車站西端，出口3、4位於車站東端，無障礙電梯位於出口2，出口2、3共構聯合開發大樓。
特別值得一提的是，原出口2與其他出口一樣均為獨立於人行道上的出口，後臺北市政府將出口2旁的交通用地設定地上權，由統一企業集團標下此一地上權開發案，而將原設於人行道上的獨立出口2與無障礙電梯，同時併入此大樓開發案中，使出口2與統一時代百貨、市政府長途客運轉運站及台北W飯店共構在一棟建築物中。
出口3併入國泰置地廣場，讓出口3與國泰置地廣場共構以減少人行道上空間的使用，並設置地下連通道統一時代百貨與微風信義連通。出口3將是繼本站出口2和新埔站出口4後第三個移設的案例。與大樓共構新建的出口3已完工，於2015年11月28日正式啟用。

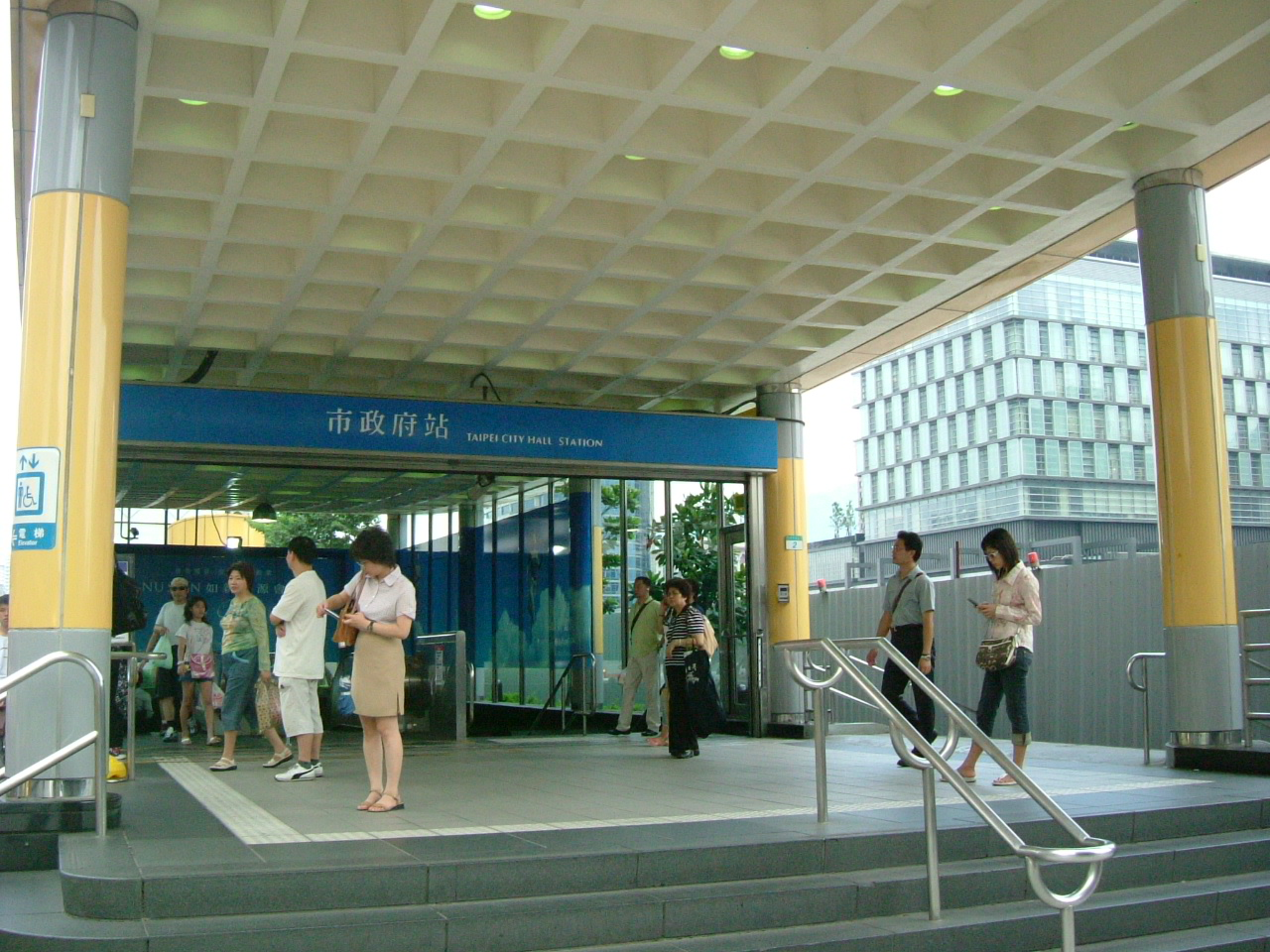
舊2號出口
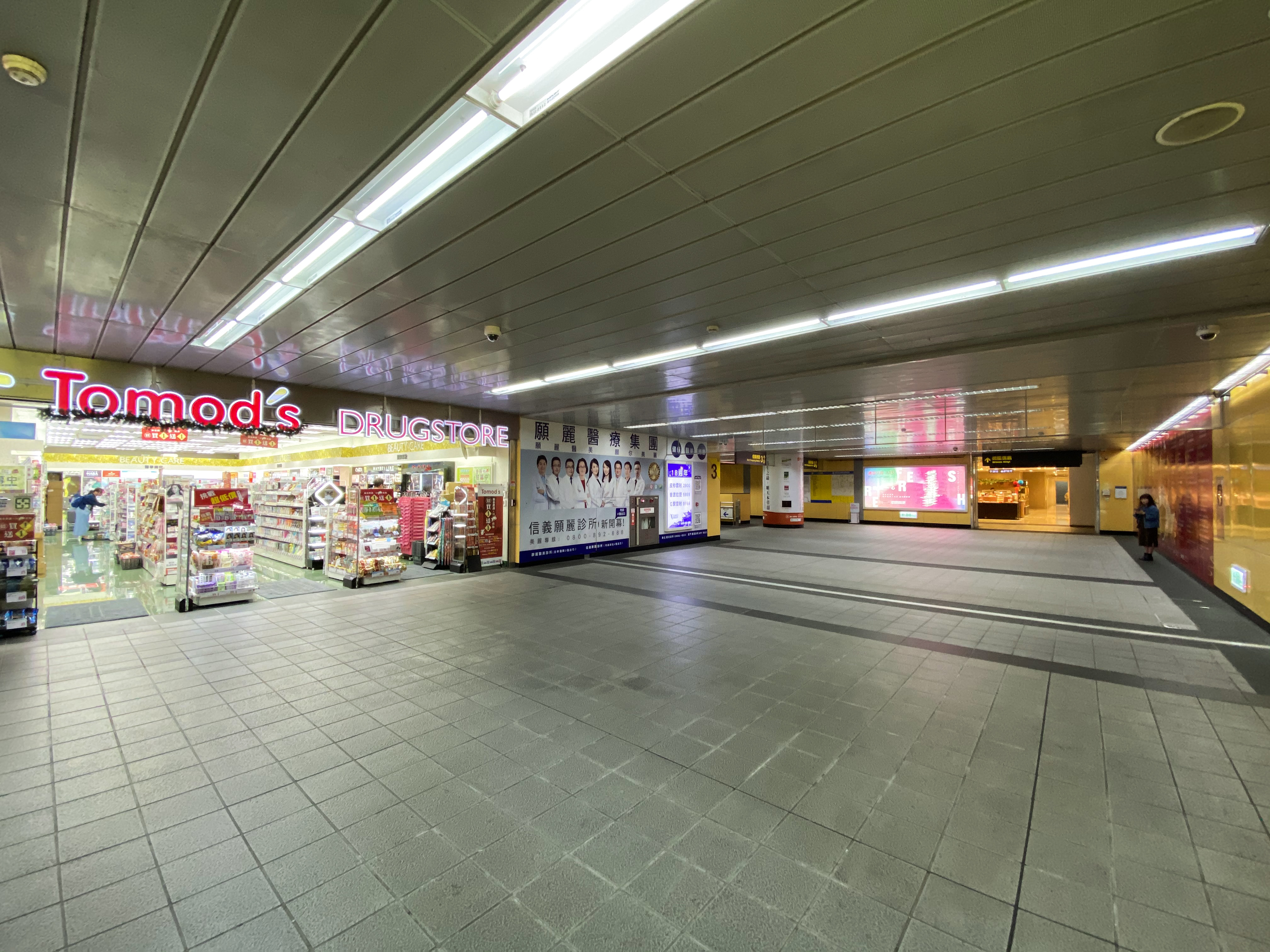
往3號出口的通道

| 出入口                          | 圖片 | 位置                                                                                  |
| ------------------------------- | ---- | ------------------------------------------------------------------------------------- |
| 出入口1                         |      | 松山高中                                                                              |
| 出入口2 · 設有電梯 · 設有手扶梯 |      | 市府轉運站／統一時代百貨 （此出口為聯合開發大樓）、市府連通道（可通往統一時代百貨B2） |
| 出入口3 · 設有手扶梯            |      | 信義商圈／微風信義（此出口為聯合開發大樓）、商場連通道（通往微風信義B1）              |
| 出入口4 · 設有手扶梯            |      | 兒福中心                                                                              |
| 註： 設有電梯 \| 設有手扶梯     |      |                                                                                       |

- 舊2號出口
- 往3號出口的通道

## 歷史

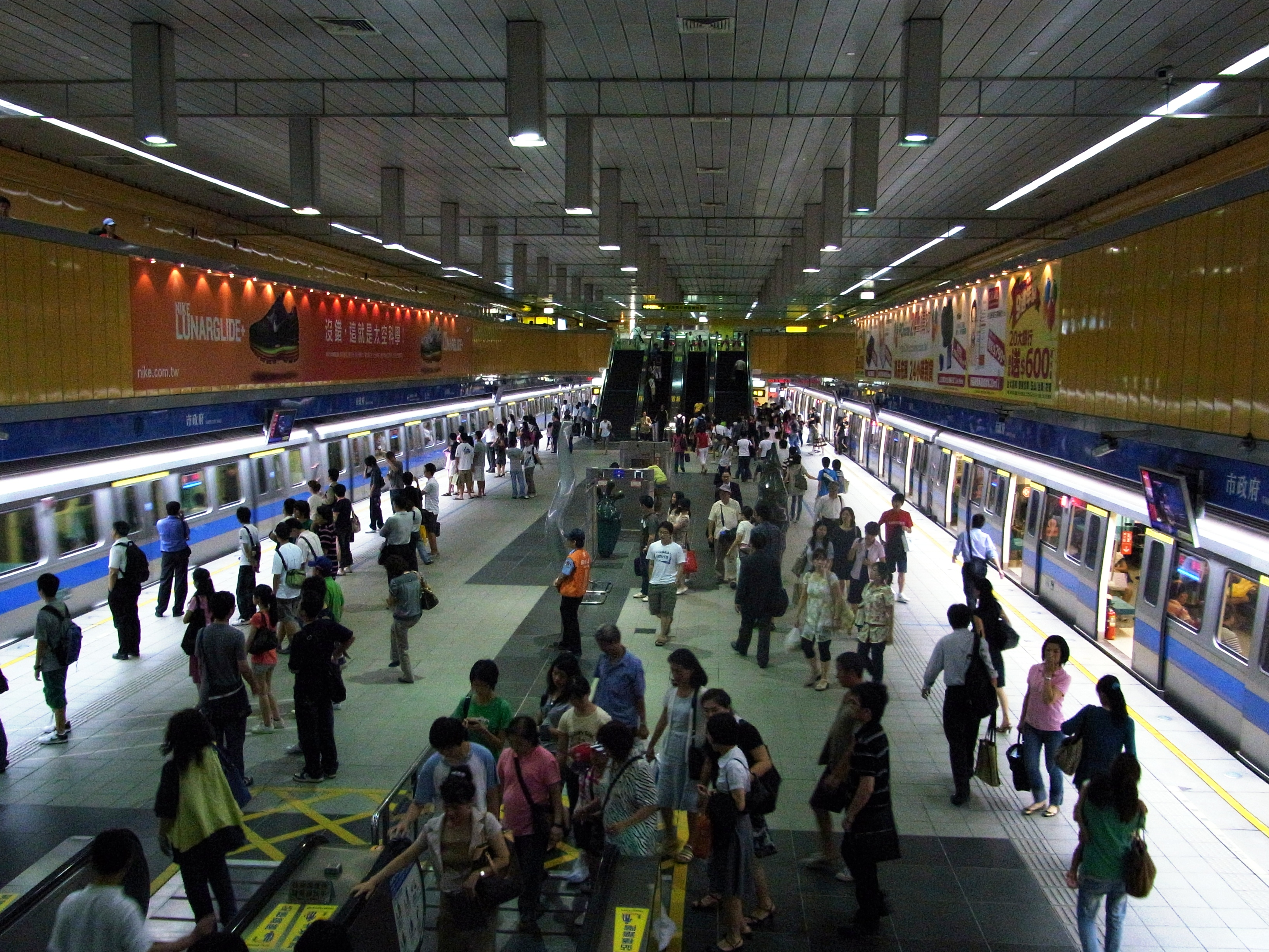
未裝設月台門時期的市政府站（攝於2009年7月）。

- 1999年12月24日：隨著板南線「市政府－龍山寺」段正式通車而啟用[6]（p. 328）。
- 2000年12月30日：南港線自本站向東延伸通車至昆陽站[6]（p. 328）。
- 2009年12月11日：本站與市府轉運站共構新建的出口2正式啟用。
- 2010年10月1日：半高式月台門正式啟用[6]（p. 331）。
- 2015年11月28日：本站與國泰置地廣場共構新建的出口3正式啟用，並同時停用舊出口。

## 事故
- 2003年9月15日：一列於忠孝復興站發現機件鬆脫的列車在前往南港機廠途中，在約16時15分時因齒輪箱機件掉落而卡在市政府站軌道上。事故發生時，正值尖峰時段，估算受影響旅客至少達5萬人次。[7][8]
- 2010年9月25日：本站月台門尚未完工時，一名鍾姓患有重度憂鬱症之男子於21時58分在2號月台（永寧方向）跳軌，遭列車輾斃(後來奇蹟似的復活)，造成板南線全線班車延誤，相關單位改採接駁公車代替，並禁止民眾由忠孝復興站入閘，忠孝敦化站至本站於22時30分起改成單線雙向模式營運至52分左右[9]。

## 利用狀況
根據2024年12月資料，本站每日旅運量約為143,184，在台北捷運各站中排行第3名。
| 年   | 年間       | 年間       | 年間       | 年間   | 單日平均 | 單日平均 |
| 年   | 上車       | 下車       | 上下車計   | 來源   | 上車     | 上下車   |
| ---- | ---------- | ---------- | ---------- | ------ | -------- | -------- |
| 1999 | 150,650    | 168,402    | 319,052    | [ 10 ] | 18,831   | 39,882   |
| 2000 | 8,930,012  | 9,211,186  | 18,141,198 | [ 10 ] | 24,399   | 49,566   |
| 2001 | 6,001,079  | 6,232,424  | 12,233,503 | [ 10 ] | [ 註 1 ] | [ 註 1 ] |
| 2002 | 8,316,358  | 8,290,894  | 16,607,252 | [ 10 ] | 22,785   | 45,499   |
| 2003 | 8,720,708  | 8,860,134  | 17,580,842 | [ 10 ] | 23,892   | 48,167   |
| 2004 | 10,733,549 | 11,120,612 | 21,854,161 | [ 10 ] | 29,327   | 59,711   |
| 2005 | 11,171,801 | 11,503,274 | 22,675,075 | [ 10 ] | 30,608   | 62,123   |
| 2006 | 13,134,812 | 13,409,392 | 26,544,204 | [ 10 ] | 35,986   | 72,724   |
| 2007 | 14,373,183 | 14,635,948 | 29,009,131 | [ 10 ] | 39,379   | 79,477   |
| 2008 | 15,767,751 | 16,058,345 | 31,826,096 | [ 10 ] | 43,081   | 86,957   |
| 2009 | 15,925,866 | 16,319,518 | 32,245,384 | [ 10 ] | 43,633   | 88,344   |
| 2010 | 17,801,117 | 18,208,523 | 36,009,640 | [ 10 ] | 48,770   | 98,657   |
| 2011 | 21,312,471 | 21,788,964 | 43,101,435 | [ 10 ] | 58,390   | 118,086  |
| 2012 | 22,644,976 | 23,078,487 | 45,723,463 | [ 10 ] | 61,872   | 124,927  |
| 2013 | 23,581,222 | 24,059,843 | 47,641,065 | [ 10 ] | 64,606   | 130,523  |
| 2014 | 20,416,791 | 20,779,078 | 41,195,869 | [ 10 ] | 55,936   | 112,865  |
| 2015 | 20,718,933 | 21,006,961 | 41,725,894 | [ 10 ] | 56,764   | 114,318  |
| 2016 | 21,250,212 | 21,558,162 | 42,808,374 | [ 10 ] | 58,061   | 116,963  |
| 2017 | 21,880,747 | 22,331,866 | 44,212,613 | [ 10 ] | 59,947   | 121,130  |
| 2018 | 22,173,529 | 22,701,266 | 44,874,795 | [ 10 ] | 60,749   | 122,945  |
| 2019 | 22,918,425 | 23,497,857 | 46,416,282 | [ 10 ] | 62,790   | 127,168  |

## 公車資訊
僅列出停靠《捷運市政府站》站牌的市區公車路線，公路客運、國道客運路線詳見市府轉運站條目。
| 編號           | 經營業者                                         | 區間                       | 備註                                                                     | 路線圖 |
| -------------- | ------------------------------------------------ | -------------------------- | ------------------------------------------------------------------------ | ------ |
| 212 夜間       | 大有巴士                                         | 舊莊－青年公園             | 夜間公車有差別費率，請多加留意                                           |        |
| 212直          | 大有巴士                                         | 舊莊－青年公園             |                                                                          |        |
| 忠孝幹線       | 三重客運                                         | 蘆洲－松山車站             | 行經忠孝橋，原 232副線。                                                 |        |
| 232快          | 三重客運                                         | 蘆洲－松山車站             | 行經建國高架、中山高。 例假日停駛。                                      |        |
| 承德幹線       | 大南汽車                                         | 新北投－捷運市政府站       | 原 266路                                                                 |        |
| 270            | 大都會客運                                       | 中華科技大學－捷運西門站   |                                                                          |        |
| 270(區間車)    | 大都會客運                                       | 中華科技大學－聯合報       |                                                                          |        |
| 281            | 大都會客運                                       | 東湖－市政府               |                                                                          |        |
| 552            | 東南客運                                         | 金龍寺－捷運市政府站       |                                                                          |        |
| 600            | 中興巴士、光華巴士                               | 南港高工－台北車站         |                                                                          |        |
| 647            | 新店客運                                         | 大崎腳－捷運市政府站       | 行經新店中興路、台北市信義快速道路。                                     |        |
| 基隆路幹線     | 新店客運                                         | 大崎腳－捷運市政府站       | 行經新店北新路、台北市基隆路，原 650。                                   |        |
| 678            | 新北客運                                         | 汐止－捷運市政府站         | 例假日停駛。 屬於新北市區公車。                                          |        |
| 912            | 指南客運                                         | 深坑－捷運市政府站         |                                                                          |        |
| 915            | 欣欣客運                                         | 景美－捷運市政府站         |                                                                          |        |
| 仁愛幹線       | 台北客運                                         | 五福新村－南港花園社區     | 原 263                                                                   |        |
| 小2            | 東南客運                                         | 石崁－捷運市政府站         |                                                                          |        |
| 棕6            | 欣欣客運                                         | 捷運動物園站－捷運市政府站 |                                                                          |        |
| 棕7            | 台北客運                                         | 新店－台北市政府           | 屬於新北市區公車。 部分班次行駛至綠野香坡、建業路 行經信義快速道路。     |        |
| 棕18           | 欣欣客運                                         | 政治大學－捷運市政府站     | 部分班次捷運市政府站延駛至松山車站                                       |        |
| 棕21           | 欣欣客運                                         | 政大里－捷運市政府站       |                                                                          |        |
| 南環幹線       | 台北客運                                         | 新店－台北市政府           | 原綠1 行經信義快速道路 經動物園、政大 部分班次延駛新店區安康路、綠野香坡 |        |
| 藍5            | 大都會客運                                       | 挹翠山莊－捷運市政府站     |                                                                          |        |
| 藍7            | 光華巴士                                         | 故宮博物院－捷運市政府站   |                                                                          |        |
| 藍7副線        | 光華巴士                                         | 故宮博物院－捷運市政府站   | 行經麥帥新城。                                                           |        |
| 藍10           | 首都客運                                         | 民生社區－南港花園社區     |                                                                          |        |
| 藍26           | 三重客運                                         | 舊宗路－捷運市政府站       |                                                                          |        |
| 藍27           | 大南汽車                                         | 內湖－捷運市政府站         |                                                                          |        |
| 市民小巴7      | 大都會客運                                       | 麟光新村－捷運市政府站     |                                                                          |        |
| 內科通勤專車5  | 東南客運                                         | 捷運市政府站－內湖新湖二路 |                                                                          |        |
| 內科通勤專車19 | 三重客運                                         | 捷運市政府站－內湖科技園區 |                                                                          |        |
| 內科通勤專車20 | 大南汽車                                         | 捷運市政府站－內湖科技園區 |                                                                          |        |
| 內科快線2      | 臺北客運、大南汽車、光華巴士、三重客運、東南客運 | 捷運市政府站－內湖科技園區 | 原內科通勤專車－市府直達車                                               |        |

## 車站周邊
| | |
| - 松山文化創意園區（位於本站與國父紀念館站間） - 臺灣創意設計中心 - 臺北文創大樓 - 誠品生活松菸店 - 臺北市政府 - 臺北市市政大樓 - 臺北探索館 - 市民廣場 - 臺北市議會 - 臺北101 - 市府轉運站 - 統一時代百貨台北店 - W Hotel Taipei - 國泰置地廣場 - 寶麗廣塲（BELLAVITA） - 統一國際大樓 - 英國在台辦事處 - 澳洲辦事處 - 香港經濟貿易文化辦事處 - 誠品信義旗艦店 - 臺北寒舍艾美酒店 - 台北寒舍艾麗酒店 - 君悅飯店 - 中油大樓 - 石油探索館 - 臺北市政府消防局 | - 微風廣場（松高館、信義館） - 新光三越信義新天地 - 遠百信義A13 - Apple 信義A13 - 信義威秀影城 - ATT 4 FUN - 新舞台 - 內政部警政署刑事警察局 - 財政部財政資訊中心 - 臺北市立松山高級中學 - 松山高中地下停車場 - 臺灣新光商業銀行總行 - 國泰世華商業銀行總行 - 花旗（台灣）商業銀行營業部 - 行政院公共工程委員會 - 臺北市公共自行車租賃系統 - 捷運市政府站(3號出口) - 捷運市政府站(4號出口) - 興雅松仁路口 |

## 腳註

### 來源資料
1. ↑   (新闻稿). 台北捷運. 2016-04-11  [2016-04-11]. （原始内容存档于2016-04-11） （中文（臺灣））.
2. 1 2  . 臺北大眾捷運股份有限公司. 2021-01-15.
3. ↑  洪敏隆.防跳軌 捷運3站將設月台門.自由電子報.2009-02-12的存檔，存档日期2010-04-28.
4. ↑  防跳軌 北捷增3站設月台門.台灣新生報 （页面存档备份，存于）
5. ↑  .   [2015-11-27]. （原始内容存档于2015-11-30）.
6. 1 2 3 4  徐榮崇. . 臺北市文獻委員會. 2015年12月  [2020-01-04]. ISBN 9789860469875. （原始内容存档于2020-12-07）.
7. ↑   （中文（中国大陆））.[永久]
8. ↑  . 台北市議會: 4389. 2004-09-14  [2010-08-12]. （原始内容存档于2020-07-29）.
9. ↑  . 頭條新聞. NOWnews 今日新聞網.   [2010-09-28]. （原始内容存档于2010-10-02） （中文（臺灣））.
10. ↑  臺北捷運公司. . 2019-02-26  [2019-08-10]. （原始内容存档于2020-11-28）. 臺北市統計資料庫查詢系統

## 外部連結
- 臺北大眾捷運股份有限公司 （页面存档备份，存于）
- 臺北市政府捷運工程局 （页面存档备份，存于）
- 市政府站位置圖（台北捷運公司） （页面存档备份，存于）
- 市政府車站剖面相關位置圖（台北捷運公司） （页面存档备份，存于）
- 販賣店現況 （页面存档备份，存于）